# Sceloporus vandenburgianus
Sceloporus vandenburgianus (південна полинова ігуана) — вид ігуаноподібних ящірок родини фриносомових (Phrynosomatidae). Мешкає в США і Мексиці.

## Поширення і екологія
Південні полинові ігуани мешкають в Прибережних хребтах на півдні Каліфорнії (від округу Лос-Анджелес до округу Сан-Дієго, зокрема в горах Сан-Габріель, Сан-Бернандіно, Сан-Джасінто, Паломар і Лагуна), а також в горах Сьєрра-де-Сан-Педро-Мартир на півночі Баха-Каліфорнія. Вони живуть в соснових лісах і заростях чапаралю. Зустрічаються на висоті від 1900 до 3100 м над рівнем моря.